# Cyrtophrys lynchii
Cyrtophrys lynchii là một loài ruồi trong họ Asilidae. Cyrtophrys lynchii được Brèthes miêu tả năm 1904.